# Frankrijk op het Eurovisiesongfestival 2001
Frankrijk deed in 2001 voor de vierenveertigste keer mee aan het Eurovisiesongfestival. In de Deense stad Kopenhagen werd het land op 12 mei vertegenwoordigd door Natasha Saint-Pier met het lied "Je n'ai que mon âme". Het land eindigde met 142 punten op de vierde plaats.

## Nationale voorselectie
In tegenstelling tot het voorbije jaar, koos men er opnieuw voor een interne selectie te organiseren.
Uiteindelijk koos men voor Natasha Saint-Pier met het lied Je n'ai que mon âme.

## In Kopenhagen
In Zweden moest Frankrijk optreden als 14de, net na Spanje en voor Turkije. Op het einde van de puntentelling werd duidelijk dat Frankrijk de vierde plaats had behaald met 142 punten. Dit is tot nu toe nog steeds de beste prestatie van het land sinds 1997.
Men ontving 3 keer het maximum van de punten.

### Gekregen punten
Nederland had 8 punten over voor deze inzending en België deed niet mee in 2001.

#### Finale
| 12 punten                                    | 10 punten               | 8 punten    | 7 punten                                   | 6 punten                                                                     |
| -------------------------------------------- | ----------------------- | ----------- | ------------------------------------------ | ---------------------------------------------------------------------------- |
| - Bosnië en Herzegovina - Rusland - Portugal | - Estland - Polen       | - Nederland | - Ierland - Letland - Litouwen - Noorwegen | - Duitsland - Denemarken - Kroatië - Slovenië - Verenigd Koninkrijk - Zweden |
| 5 punten                                     | 4 punten                | 3 punten    | 2 punten                                   | 1 punt                                                                       |
|                                              | - Griekenland - IJsland | - Spanje    | - Israël                                   | - Turkije                                                                    |

### Punten gegeven door Frankrijk

#### Finale
Punten gegeven in de finale:
| 12 punten | Portugal    |
| 10 punten | Israël      |
| 8 punten  | Estland     |
| 7 punten  | Turkije     |
| 6 punten  | Duitsland   |
| 5 punten  | Spanje      |
| 4 punten  | Denemarken  |
| 3 punten  | Griekenland |
| 2 punten  | Zweden      |
| 1 punt    | Slovenië    |